# Franz Xaver Gruber

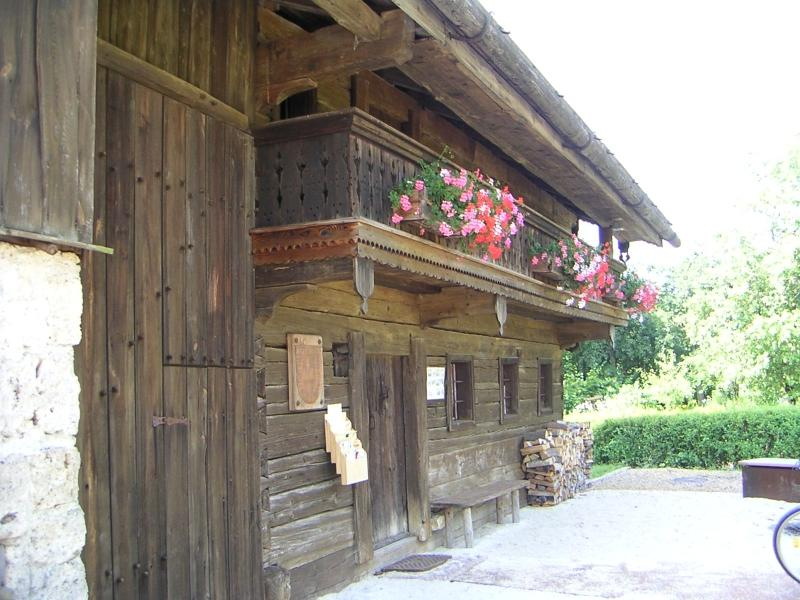
Emlékháza Hochburg-Achban

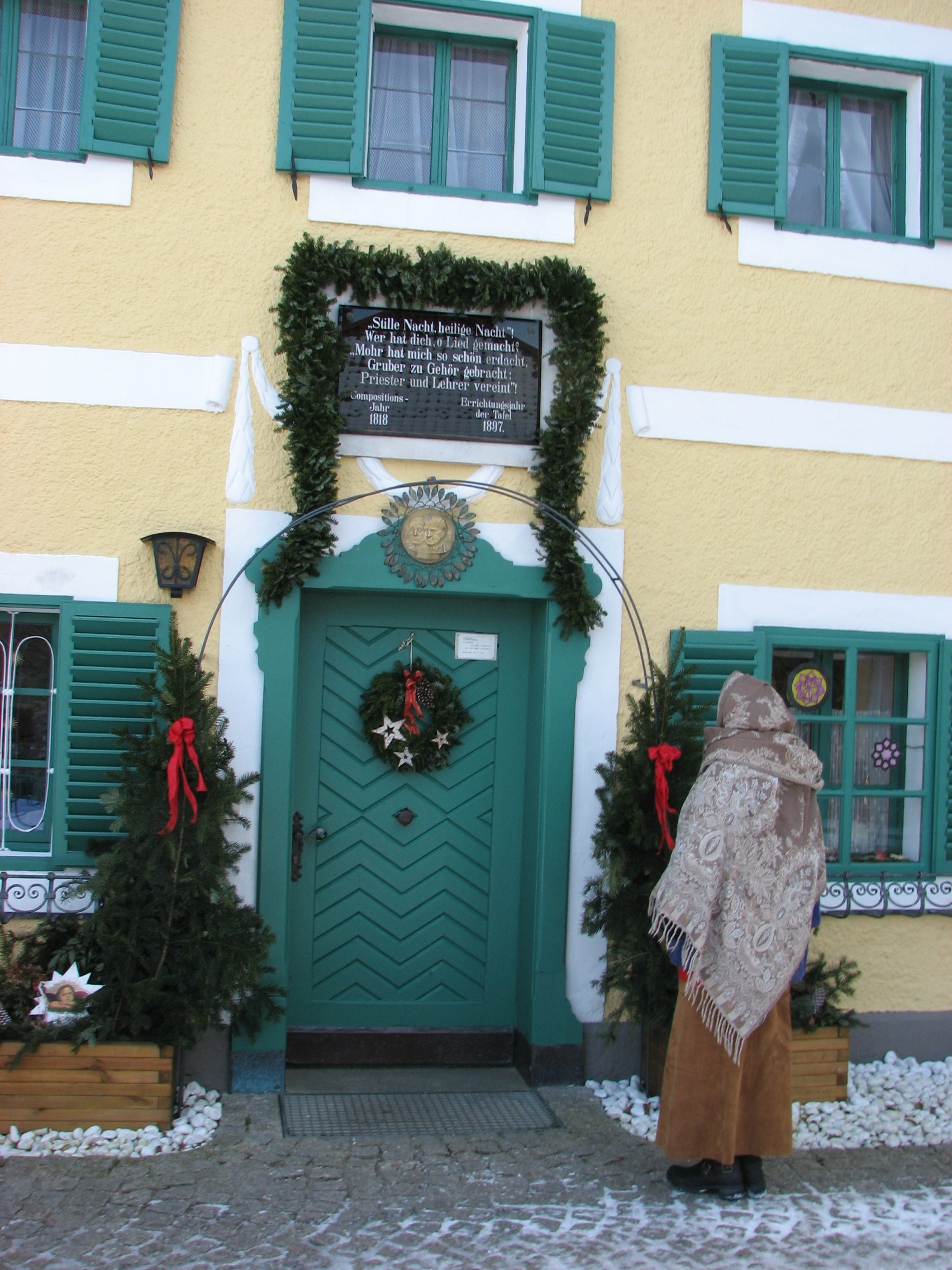
Gruber iskolája Arnsdorf bei Lamprechtshausenben (2003)

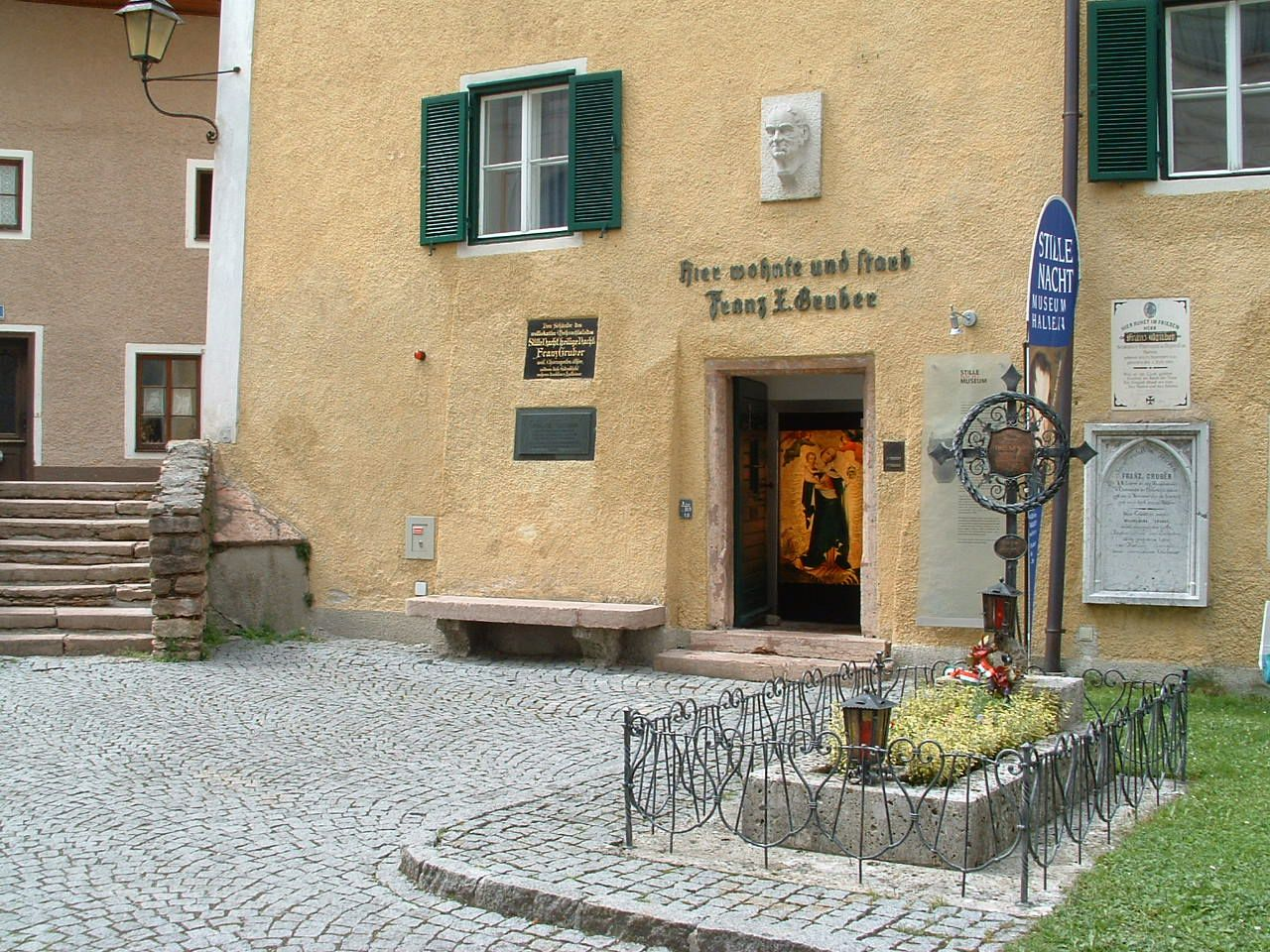
Gruber sírja Halleinben a lakóháza előtt (2006), Franz Xaver Gruber Platz Hallein

Franz Xaver Gruber (teljes nevén Conrad Franz Xaver Gruber; néha egyszerűen Franz Gruber) (Unterweitzberg, (Hochburg-Ach), 1787. november 25.  - Hallein, 1863. június 7.) osztrák zeneszerző, orgonista és karnagy. A világszerte közismert karácsonyi dal, a Csendes éj zenéjének szerzője.

## Életpályája
Steinpoldsölde, Unterweitzberg Nr. 9 alatt jött a világra. Apja takács volt, aki fiát is erre a mesterségre tanította. Franz tanítója, Andreas Peterlechner, ismerte fel a fiú zenei tehetségét és rábeszélte szüleit, hogy taníttassák. A későbbiekben templomi orgonistaként és karnagyként működött. A Stille Nacht, heilige Nacht című nevezetes művét 1818-ban írta, Mohr szövegére.
Első felesége 1825-ben hunyt el. 1826-ban feleségül vette az arnsdorfi Maria Breitfußt. A párnak 10 (!) gyermeke született.

## Emlékezete
- 1928-ban emelték Oberndorfban az emlékművét (Mohr-Gruber-Denkmal).
- Egykori lakóháza Halleinben ma múzeum (Stille Nacht Museum Hallein). Ugyancsak múzeum az arndorfi ház, ahol tanított és lakott (Stille Nacht Museum Arndorf).[14]
- Burghausenben középiskolát neveztek el róla (Franz-Xaver-Gruber-Schule).
- Hochburg-Achban 2012 óta az ő nevét viseli a Franz-Xaver-Gruber-Weg.